# ナミダ
ナミダ（納密達、生年不詳 - 崇徳2年4月8日（1637年5月2日））は、後金から清にかけての人物。

## 生涯
索綽羅氏の出身で満洲鑲白旗の旗人であった。
天聡8年（1634年）、命を受けて明の雄県を攻めて一番乗りを果たし、雲騎尉を授けられた。崇徳元年（1636年）に太宗が朝鮮に親征した際は漢城攻めに功を挙げた。
崇徳2年（1637年）の皮島攻めに従軍したが、皮島海戦で明軍相手に戦死し、死後、騎都尉と一雲騎尉を追贈された。